# Extraction 2
Extraction 2 is een Amerikaanse actiefilm uit 2023, geregisseerd door Sam Hargrave en geschreven door Joe Russo. De film is gebaseerd op het stripverhaal Ciudad uit 2014 van Ande Parks, Anthony Russo, Joe Russo, Fernando León González en Eric Skillman. De film is het vervolg op Extraction uit 2020.

## Verhaal
Na de gebeurtenissen in de vorige film krijgt Tyler Rake de opdracht om Ketevan, de zus van zijn ex-vrouw, en haar kinderen te redden die door haar gangster-echtgenoot Davit Radiani zijn opgesloten in een gevangenis in Georgië, een van de dodelijkste gevangenis ter wereld. Tijdens de extractie wordt Davit vermoord en zijn overbezorgde broer Zurab gaat op pad om Tyler op te sporen om wraak te nemen.

## Rolverdeling
| Acteur               | Personage   |
| -------------------- | ----------- |
| Chris Hemsworth      | Tyler Rake  |
| Golshifteh Farahani  | Nik Khan    |
| Adam Bessa           | Yaz Kahn    |
| Olga Kurylenko       | Mia         |
| Tinatin Dalakishvili | Ketevan     |
| Andro Jafaridze      | Sandro      |
| Miriam Kovziashvili  | Nina        |
| Marta Kovziashvili   | Nina        |
| Tornike Gogrichiani  | Zurab       |
| Tornike Bziava       | Davit       |
| Dato Bakhtadze       | Avtandil    |
| Daniel Bernhardt     | Konstantine |
| Levan Saginashvili   | Vakhtang    |
| George Lasha         | Sergo       |
| Irakli Kvirikadze    | Ivayne      |
| Idris Elba           | Alcott      |

## Release
De film ging in première op 16 juni 2023 op de streamingdienst Netflix en was met zijn eerste drie dagen al ruim 40 miljoen keer bekeken.

## Ontvangst
Op Rotten Tomatoes heeft Extraction 2 een waarde van 78% en een gemiddelde score van 6,60/10, gebaseerd op 113 recensies. Op Metacritic heeft de film een gemiddelde score van 57/100, gebaseerd op 29 recensies.